# روبين غارسيس
روبين غارسيس (بالإسبانية: Rubén Garcés Sobrevia) هو لاعب كرة قدم إسباني، ولد في 7 نوفمبر 1993 في وشقة في إسبانيا. لعب مع نادي ديبورتيفو طليطلة ونادي هويسكا.

## وصلات خارجية
- روبين غارسيس على موقع قاعدة بيانات كرة القدم.إي يو (الإنجليزية)
- روبين غارسيس على موقع Soccerway.com (الإنجليزية)